# Paul Schrobiltgen
Paul Schrobiltgen né à Messancy (Arlon) en 1923 et mort à Uccle en 1980 est un peintre et lithographe belge.

## Biographie
De 1937 à 1944, Paul Schrobiltgen suit une formation à l'école des beaux-arts d'Arlon. Il poursuit dès 1945 cette formation à l'Académie royale des beaux-arts de Bruxelles.
Arrivé à Bruxelles, il fréquente des ateliers libres comme à Woluwe-Saint-Lambert où il prend contact avec Edgard Tytgat et Oscar Jespers. Il y fréquente aussi le vieux cercle de l'Effort.
En 1960, il remporte le prix Van den Corput décerné par l'Académie luxembourgeoise.
Ses premières œuvres sont figuratives. Paul Schrobiltgen produit alors des portraits, des natures mortes, des paysages, mais vers les années 1960, après avoir découvert l’œuvre de Nicolas de Staël, son art subit une mutation et devient non-figuratif et géométrique.

## Collections publiques
- Arlon, musée Gaspar, Collections de l'Institut archéologique du Luxembourg : lithographies[2].